# Fontaine Saint-Maclou
La fontaine Saint-Maclou, est une fontaine située au carrefour des rues Martainville et Damiette, à Rouen.

## Description
Cette fontaine située au carrefour est appuyée contre le portail occidental de l'église Saint-Maclou. De style Renaissance, elle est peut-être l'œuvre de Jean Goujon.